# Pelochyta colombiana
Pelochyta colombiana är en fjärilsart som beskrevs av Rothschild 1916. Pelochyta colombiana ingår i släktet Pelochyta och familjen björnspinnare. Inga underarter finns listade i Catalogue of Life.